# Hunteria hexaloba
Hunteria hexaloba là một loài thực vật có hoa trong họ La bố ma. Loài này được (Pichon) Omino mô tả khoa học đầu tiên năm 1996.